# Raúl Moreno Montaña
Raúl Moreno Montaña   (Barcelona, 20 de desembre de 1978) és educador social i polític català, diputat al Parlament de Catalunya en l'onzena i dotzena legislatures.

## Biografia
L'any 1978 neix a Santa Coloma de Gramenet (Barcelona). Grau en Educació Social la Universitat Oberta de Catalunya. Estudis de geografia a la Universitat de Barcelona (1998-2001). Diploma d'especialització universitària en coordinació i gestió de programes i serveis per a la joventut a la Universitat de València (2004). Diploma d'especialització universitària en promoció de la participació ciutadana en les administracions públiques a la Universitat de València (2005).
De 1995 a 1998 va treballar com a dinamitzador sociocultural a JoveColoma i de 2001 a 2003 treballà com a educador social en la gestió d'equipaments juvenils i educador social a Progess, S. L.

## Vida política
El 1996 ingressà a la Joventut Socialista de Catalunya, de la que en fou primer secretari de l'agrupació de Santa Coloma de Gramenet i posteriorment de la Federació de la JSC del Barcelonès Nord. Fou elegit Primer Secretari nacional de la Joventut Socialista de Catalunya del 2006 al 2009.
El 1998 ingressà a l'agrupació de Santa Coloma de Gramenet del PSC-PSOE, de la que ha estat membre de la seva executiva ocupant diversos càrrecs de responsabilitat. Fou del que en serà viceprimer secretari de la Federació del PSC del Barcelonès Nord (2007-2009) i membre de l'executiva nacional del PSC (2006-2009).
A les eleccions al Parlament de Catalunya de 2015 i 2017 i 2021 fou escollit com a diputat.
El 2019 ocupà la secretaria nacional de polítiques d'igualtat d'oportunitats i justícia social del Partit dels Socialistes de Catalunya, formant part de l'Executiva Nacional del Partit dels Socialistes de Catalunya, càrrec que ocupa a l'actualitat.

## Càrrecs institucionals[calcitació]
Fou elegit regidor de Santa Coloma de Gramenet a les eleccions municipals de 2003, 2007 i 2011. Serà regidor d'Infància, Joventut i adjunt a Cultura (2003-2007), tinent d'alcalde de via pública (2007-2009), tinent d'alcaldessa de via pública i urbanisme (2009-2011) i tinent d'alcaldessa de benestar social i famílies (2011-2015).
Fou elegit diputat a les eleccions al Parlament de Catalunya de 2015. Durant l'XI Legislatura, va ser Portaveu del Grup Parlamentari Socialista a les comissions de Benestar Social i Famílies, a la comissió d'infància i membre de les comissions de Salut i Igualtat. Ponent de la Llei de Renda Garantida de Ciutadania.
Fou elegit diputat a les eleccions al Parlament de Catalunya de 2017. Durant la XII Legislatura, va ser Portaveu del Grup Parlamentari Socialista i Units per Avançar a la comissió de Treball, Afers Socials i Famílies, membre de la Comissió d'Educació, President de la Comissió de Polítiques Digitals i Administració Pública, i ponent relator de la Llei de Prevenció de les Pèrdues i el Malbaratament Alimentaris. Va ser membre de la Comissió d'Estudi de Millorament de la Qualitat de Vida de la Gent Gran.
Fou elegit diputat a les eleccions al Parlament de Catalunya de 2021. Durant la XII Legislatura és Portaveu adjunt del Grup Parlamentari Socialisa i Units per Avançar, a més de portaveu de la Comissió de Drets Socials, membre de la Comissió d'Igualtat i Feminismes, i president de la Comissió d'Estudi sobre el Desplegament d'un sistema Educatiu Inclusiu.
L'agost del 2024 és nomenat Secretari General de Drets Socials i Inclusió al nou Govern de la Generalitat presidit per Salvador Illa.